# 石崎小彎貝介
石崎小彎貝介（学名：Loxoconchalla ishizakii）为彎貝介科小彎貝介屬下的一个种。